# Potencial termodinàmic
En termodinàmica, un potencial termodinàmic és una variable d'estat associada a un sistema termodinàmic que té dimensions d'energia. El qualificatiu de «potencial» es deu al fet que en cert sentit descriu la quantitat d'energia potencial disponible en el sistema termodinàmic subjecte a certes restriccions (relacionades amb les variables naturals del potencial). A més els potencials serveixen per a predir sota les restriccions imposades quins canvis termodinámics seran espontanis i quins necessitaran aportació energètica.
Així els diferents potencials corresponen a diferents tipus de restriccions sobre el sistema. Els quatre potencials més comuns són:
| Nom                         | Fórmula                     | Variables naturals                   |
| Energia interna             | {\displaystyle U\,}         | {\displaystyle ~~~~~S,V,\{N_{i}\}\,} |
| Energia lliure de Helmholtz | {\displaystyle F=U-TS\,}    | {\displaystyle ~~~~~T,V,\{N_{i}\}\,} |
| Entalpia                    | {\displaystyle H=U+PV\,}    | {\displaystyle ~~~~~S,P,\{N_{i}\}\,} |
| Energia lliure de Gibbs     | {\displaystyle G=U+PV-TS\,} | {\displaystyle ~~~~~T,P,\{N_{i}\}\,} |

on T = temperatura, S = entropia, P = pressió, V = volum, Ni és el nombre de partícules.
L'energia lliure de Helmholtz es representa freqüentment per F (particularment en física), encara que la IUPAC prefereix el símbol A (que s'usa fonamentalment en química).
Pot demostrar-se que el coneixement d'un dels potencials termodinàmics en funció de les seves variables naturals permet obtenir totes les variables termodinàmiques del sistema. Això és possible mitjançant la utilització de les quatre relacions de Maxwell para la termodinàmica, equacions en derivades parcials que relacionen les variables d'estat amb potencials termodinàmics.